# NGC 3854
NGC 3854 (również NGC 3865 lub PGC 36581) – galaktyka spiralna z poprzeczką (SBb), znajdująca się w gwiazdozbiorze Pucharu.
Odkrył ją Andrew Common w 1880 roku, jego odkrycie skatalogowano jako NGC 3865. Niezależnie odkrył ją Francis Leavenworth w 1886 roku, a jego obserwacja otrzymała oznaczenie NGC 3854. Podwójne skatalogowanie tego samego obiektu w New General Catalogue wynikło z tego, że pozycje podane przez odkrywców były niedokładne i znacznie różniły się od siebie (np. deklinacja, którą podał Leavenworth zawiera błąd wielkości 10 minut kątowych).